# Komisarz Gospodarki Energetycznej
Komisarz Gospodarki Energetycznej – centralna  jednostka organizacyjna rządu istniejąca w latach 1949–1951, powołana w celu zracjonalizowania i usprawnienia gospodarki energetycznej

## Powołanie Komisarza
Na podstawie uchwały Prezydium Komitetu Ekonomicznego Rady Ministrów z 1949 r. w sprawie powołania Komisarza Gospodarki Energetycznej ustanowiono stanowiska Komisarza.

## Zakres działania Komisarza
Do zakresu działania Komisarza należał:
- nadzór nad stosowaniem do wytwarzania energii użytkowej surowców energetycznych właściwych zarówno pod względem technicznym, jak i ze stanowiska interesów gospodarczych Państwa;
- nadzór nad racjonalnym przetwarzaniem surowców energetycznych na różne rodzaje energii użytkowej;
- nadzór nad dostarczaniem pod względem jakościowym, niezawodności dostawy  i ze stanowiska  najmniejszych strat i kosztów – energii użytkowej odbiorcom przez powołane do tego organizacje;
- nadzór nad gospodarką energetyczną odbiorców energii pod względem jej racjonalnego zużycia oraz ze stanowiska interesów gospodarczych Państwa;
- inicjowanie wydawania literatury i przepisów dotyczących racjonalizacji  i oszczędności w gospodarce energetycznej.

## Uprawnienia Komisarza
Komisarz w wykonywaniu swych zadań;
- miał prawo wydawania przedsiębiorstwom i zakładom wiążących pleceń w porozumieniu z właściwymi organami nadzorczymi;
- mógł korzystać z pomocy Państwowej Rady Energetycznej w zakresie opiniodawczym.

Komisarz był powoływany i odwoływany przez Przewodniczącego Państwowej Komisji Planowania Gospodarczego.

## Zniesienie stanowiska Komisarza
Na podstawie uchwały Prezydium Rządu z 1951 r. w sprawie utworzenia w Ministerstwie Przemysłu Ciężkiego Państwowej Inspekcji Energetycznej zniesiono urząd Komisarza.